# Трамутола
Траму̀тола (на италиански: Tramutola, на местен диалект Tramùtëlë, Трамутълъ) е малко градче и община в Южна Италия, провинция Потенца, регион Базиликата. Разположено е на 650 m надморска височина. Населението на общината е 3149 души (към 2012 г.).